# 祖利尼亞河
祖利尼亞河（烏克蘭語：Зульня），是烏克蘭的河流，位於該國西北部羅夫諾州，屬於戈倫河的支流，發源自皮斯基夫，河道全長40公里，流域面積315平方公里。